# Jean-Paul Dumont
Jean-Paul Dumont (Elsene, 7 april 1952 - Ukkel, 21 maart 2009) was een Belgisch advocaat en politicus.

## Biografie
Jean-Paul Dumont liep school aan het Lycée Molière in Ukkel en studeerde rechten aan de Université de Namur en de Université catholique de Louvain. Hij werd advocaat aan de balie van Brussel. Hij had meer dan 130 assisenzaken op zijn naam staan. Hij verdedigde en verkreeg in 1994 de vrijspraak van Axel Zeyen, die werd beschuldigd van deelname aan de ontvoering van voormalig premier Paul Vanden Boeynants in 1989. Ook was hij betrokken bij de zaak rond de Bende van Nijvel en verdedigde hij enkele bekende Brusselse pedofielen.
Hij was gemeenteraadslid en schepen in Ukkel en verving van 17 december 1991 tot 11 april 1995 Nathalie de T'Serclaes in het Brussels Hoofdstedelijk Parlement. Hij was lid van de PSC. In de jaren 1980 was hij de rijzende ster binnen de CEPIC, de extreemrechtse vleugel van de PSC.
In juni 2008 werd Dumont tot een voorwaardelijke gevangenisstraf van 12 maanden veroordeeld voor oplichting. Hij overleed een jaar later.